# Barly Baruti
Barly Baruti, pseudoniem van Baruti Kandolo Lilela (Stanleystad (Kisangani), 9 december 1959), is een stripauteur en musicus uit Congo-Kinshasa.

## Levensloop
Barly Baruti werd geboren in Stanleystad, het latere Kisangani, in een familie van schilders. Hij heette tot begin jaren 70 Alexis Livingstone, maar tijdens de afrikanisering onder het regime van Mobutu Sese Seko waren zulke namen verboden, waarna zijn naam gewijzigd werd door zijn vader. Na zijn studies werkte hij tot 1982 bij het Franse cultuurcentrum in Kisangani en tegelijkertijd bij Sotexki, een lokaal textielbedrijf. Vervolgens vestigde Barly Baruti zich in Kinshasa waar hij zich richtte op strips, schilderen en muziek. Zijn eerste stripalbum Le temps d'agir! verscheen in 1982, waarop publicaties volgden in het stripblad Kouakou, waaruit onder andere de strip Mohuta et Mapéka ontstond. Intussen verschenen er nog andere stripalbums, zoals Le village de ventrus (1983), Aube nouvelle à Mobo (1984), La voiture, c'est l'aventure! (1987), Viva la musica! (1988), L'héritier (1991), Le retour (1992), L'avenir aujourd'hui (1994) en Objectif Terre (1994). Begin jaren 90 richtte hij samen met andere tekenaars zoals Pat Masioni, Asimba Bathy en Thembo Kash de organisatie Acria op met als doel de Congolese strip te stimuleren. Zo richtte hij met Acria onder meer het stripblad AfroBD op dat liep van 1990 tot september 1991.
In 1992 vestigde Barly Baruti zich in de Belgische hoofdstad Brussel. Van 1995 tot 1998 verschenen er drie albums van de strip Eva K. op scenario van de Franse scenarist Frank Giroud. Vervolgens werkten ze nogmaals samen aan de stripreeks Mandrill, waarvan zeven albums verschenen van 1998 tot 2007. Hij tekende sinds 2001 ook voor het Congolese tijdschrift Mwana Mboka waar hij ook de strip Phil voor tekende. In 2003 keerde hij terug naar Kinshasa en bracht hij een muziekalbum genaamd Nduku yangu uit. Verder werkte hij samen met Acria aan stripalbums zoals Linga kasi keba (2004) en La monuc et nous (2005). Geleidelijk aan richtte Barly Baruti zich meer op zijn muziekgroep Congo nostalgia, waarmee hij door Afrika toerde. In 2011 vestigde hij zich opnieuw in België, waar hij zich terug meer op het striptekenen richtte.

## Waardering
In 2015 ontving hij de Prix Cognito Europe voor het stripalbum Madame Livingstone.
- Bibliothèque nationale de France: cb125447408 (data)
- Gemeinsame Normdatei: 1111131023
- International Standard Name Identifier: 0000 0001 1063 9965
- Library of Congress Control Number: no2008181759
- MusicBrainz: 2eafe753-a8b4-497a-9366-a56fe5ac4015
- Nederlandse Thesaurus van Auteursnamen: 148312152
- Système universitaire de documentation: 034723269
- Virtual International Authority File: 56723355